# 정남진
정남진(正南津)은 서울의 정남쪽에 있다고 알려진 나루터이다. 광화문으로부터 정남쪽을 가리키며 전라남도 장흥군에 해당한다.

## 같이 보기
- 정동진
- 중강진